# Diary of a Madman
Diary of a Madman är ett album av Ozzy Osbourne, utgivet i november 1981. Det var det sista albumet med gitarristen Randy Rhoads, som avled 1982.

## Låtlista
Samtliga låtar skrivna av Bob Daisley, Lee Kerslake, Ozzy Osbourne och Randy Rhoads, om annat inte anges.
1. "Over the Mountain" - 4:31
2. "Flying High Again" - 4:44
3. "You Can't Kill Rock & Roll" (Bob Daisley/Ozzy Osbourne/Randy Rhoads) - 6:59
4. "Believer" (Bob Daisley/Ozzy Osbourne/Randy Rhoads) - 5:15
5. "Little Dolls" - 5:39
6. "Tonight" - 5:51
7. "S.A.T.O." - 4:07
8. "Diary of a Madman" - 6:16
9. "I Don't Know" (Bob Daisley/Ozzy Osbourne/Randy Rhoads) - 4:56 (live, bonusspår på 2002 års utgåva)

## Medverkande
- Ozzy Osbourne - sång
- Bob Daisley - bas
- Randy Rhoads - gitarr
- Lee Kerslake - trummor
- Johnny Cook - keyboard

Värt att notera är att Daisley och Kerslake medverkar på alla låtarna på albumet trots vad som står på skivan.